# Лунин, Николай Александрович (железнодорожник)
Никола́й Алекса́ндрович Лу́нин (1915—1968) — новатор железнодорожного транспорта. Герой Социалистического Труда, лауреат Сталинской премии.

## Биография
Родился 9 (22 мая) 1915 года в Ряжске (ныне Рязанская область).
В 1930 году окончил новосибирскую семилетнюю школу, в 1932 — железнодорожную школу ФЗУ № 10. К декабрю 1934 года прошёл курсы машинистов на станции Тайга Томской железной дороги и с августа 1935 года начал самостоятельно водить поезда.
Был работником паровозного депо на станции Новосибирск (слесарь, кочегар, помощник машиниста паровоза).
В 1940 году, будучи паровозным машинистом депо Новосибирск, выступил инициатором соцсоревнования за новые методы эксплуатации паровоза (увеличение объёма ремонта, выполняемое силами самой паровозной бригады). В годы Великой Отечественной войны почин Лунина получил широкое распространение на транспорте и в других отраслях промышленности. В 1943 году на собственные сбережения он купил эшелон угля весом 1 000 тонн в помощь Сталинграду. Член ВКП(б) с 1943 года.
В послевоенное время занимал должность начальника Смородинского отделения Южной железной дороги; получил образование в Харьковском институте инженеров железнодорожного транспорта (1950); трудился начальником отделений на некоторых железных дорогах и замначальника Московско-Рязанской железной дороги.
С 1950 года Лунин находился на руководящей работе на железнодорожном транспорте. Был депутатом Совета Союза (от Сумской области УССР) ВС СССР 2 созыва (1946—1950).
Умер 3 октября 1968 года. Похоронен в Москве на Новодевичьем кладбище (участок № 7).

## Награды и премии
10 апреля 1942 года получил Сталинскую премию II степени (за коренное усовершенствование метода эксплуатации паровоза, обеспечивающего значительное увеличение суточного пробега и срока службы паровоза), отдав её на приобретение угля Сталинграду, постройку субмарины «Новосибирский комсомолец» и детдома для сирот, родители которых погибли на фронте.
Орден Герой Социалистического Труда (1943), два ордена Ленина, два знака «Почётный железнодорожник», Гражданин XX века Новосибирской области (2000)

## Память
- В Новосибирске в честь Героя Социалистического Труда Николая Александровича Лунина установлены мемориальные доски на здании цеха эксплуатации Новосибирского локомотивного (бывшего паровозного) депо; на доме, в котором проживал Н. А. Лунин (ул. Салтыкова-Щедрина, 1), и профессиональном училище № 10 (которое носит его имя).
- На здании локомотивного депо станции «Смородино» (город Тростянец Сумской области) в память о Н. А. Лунине (работал в депо в 1945—1947 годах) также установлена мемориальная доска[6].
- Выдающемуся железнодорожнику за проявленный трудовой героизм в годы Великой Отечественной войны установлен монумент — «Лучший паровоз Советского Союза» (Паровоз-памятник ФД21-3000) и памятная стела.
- Одна из площадей г. Новосибирск (на пересечении улиц Нарымская и Челюскинцев) названа «Площадью лунинцев».
- На здании Тайгинского подразделения Западно-Сибирского учебного центра профессиональных квалификаций в городе Тайга, где учился Н. А. Лунин, установлена мемориальная доска
- В городе Микунь имеется улица Лунинская, ведущая к тепловозному депо.
- В честь Лунина назван переулок в Орле (недалеко от локомотивного депо)[7].
- Электропоезд «Николай Лунин» Московской железной дороги (Савёловское направление).
- Именем Николая Александровича, в Новосибирске назван Новосибирский колледж транспортных технологий.